# Néo-Zélandais
Pour l’article homonyme, voir Néo-Zélandais (lapin).
Les Néo-Zélandais sont les citoyens de la Nouvelle-Zélande, indépendamment de leur appartenance ethnique. Au début du XXIe siècle, ils sont majoritairement d'ascendance européenne et les Maoris constituent l'ethnie minoritaire la plus importante.

## Étymologie
Néo-Zélandais est issu de Nouvelle-Zélande, où Nouvelle est changé en néo- et où Zélande est complété par le suffixe -ais. L'orthographe rectifiée de 1990 transforme la graphie Néo-Zélandais en Néozélandais.
D'autre part, les Néo-Zélandais sont surnommés les Kiwis,.

## Ethnographie

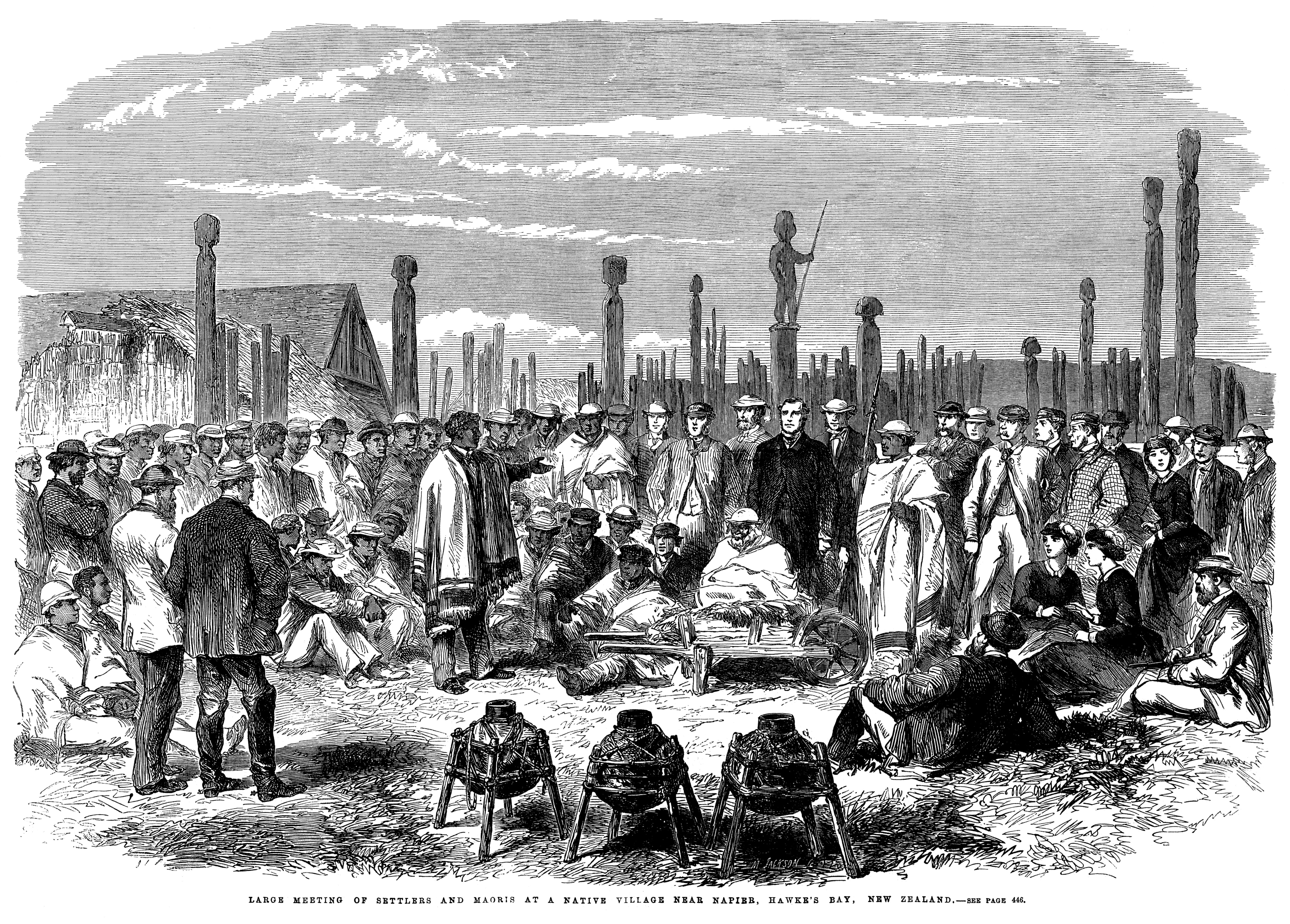
Rencontre entre Européens et Maoris en Nouvelle-Zélande (1863).

En 2006, Environ 78 % de la population dit s'être identifié avec des groupes ethniques européens ; ils sont collectivement appelés Pakeha. Le terme se réfère aux Néo-Zélandais d'origine européenne, quoique des Maori l'emploient à propos de tous les non-Maori.
La plupart des Néo-Zélandais d'origine européenne ont des ancêtres britanniques ou irlandais, mais il y a eu une immigration importante des Pays-Bas, de Dalmatie, de l'Italie et de l'Allemagne, ainsi qu'une immigration européenne indirecte par l'Australie, l'Afrique du Sud, et l'Amérique du Nord. Selon les prévisions du recensement de 2001, en 2021 les enfants d'origine européenne compteront pour 63 % de la population mineure, comparé avec 74 % en 2001.
Les Maori forment l'ethnie non européenne la plus importante, soit 14,6 % de la population lors du recensement de 2006. Les personnes peuvent s'identifier avec plus d'un groupe ethnique sur les recensements nationaux ; 53 % des Maori s'identifièrent comme uniquement d'origine maori.
Les personnes revendiquant des origines asiatiques forment 9,2 % de la population en 2006, une augmentation considérable depuis 2001, où ils étaient 6,6 %. En outre, 6,9 % de la population dit avoir des origines polynésiennes non-maori, mélanésiennes ou micronésiennes, une augmentation de 0,4 % depuis 2001.

## Diaspora
- Néo-zélando-Américains